# ولاية خاليسكو
ولاية خاليسكو هي إحدى ولايات المكسيك.
ولاية خاليسكو تغطي مساحة 30910 كيلومتر مربع، وكما أنها منتج رائد من الذرة، والفاصوليا، والثروة الحيوانية. يقع غوادالاخارا، العاصمة، في وسط الدولة ومعظم السكان في المناطق الوسطى والشمالية الشرقية. في أجزاء أخرى من الدولة، والتضاريس هو أكثر وعورة. بركان نشط، فولكان دي فويغو، تقع في الجزء الجنوبي من الولاية بالقرب من الحدود الشمالية للدولة من كوليما. الساحل خاليسكو هو عند خط عرض 20 درجة شمالا، مماثلة لجامايكا وهاواي. درجات الحرارة دافئة بشكل مريح خلال معظم السنة يصبح حار ورطب في شهري يوليو وأغسطس. ويمتد موسم الأمطار من يونيو إلى أكتوبر. هذا لا يعني أنه سيتم تمطر في كل وقت، فقط أنه يمكن أن المطر. عادة، أنها مجرد الأمطار كل 3 أو 4 أيام، دش مطري لطيف في وقت متأخر بعد الظهر أو في المساء. أول هطول للأمطار تحويل الغابات موسم الجفاف البني إلى اللون الأخضر. موسم الأمطار هو أيضا موسم الأعاصير حتى تبقي العين على الطقس.
ولاية خاليسكو تغطي مساحة 30910 كيلومتر مربع، وكما أنها منتج رائد من الذرة، والفاصوليا، والثروة الحيوانية. يقع غوادالاخارا، العاصمة، في وسط الدولة ومعظم السكان في المناطق الوسطى والشمالية الشرقية. في أجزاء أخرى من الدولة، والتضاريس هو أكثر وعورة. بركان نشط، فولكان دي فويغو، تقع في الجزء الجنوبي من الولاية بالقرب من الحدود الشمالية للدولة من كوليما.
الساحل خاليسكو هو عند خط عرض 20 درجة شمالا، مماثلة لجامايكا وهاواي.

## توأمة
لولاية خاليسكو اتفاقيات توأمة مع كل من:
- وادي الحجارة
- شانغهاي (1998 - )

## أعلام
- خوان زوريتا
- إدوارد هايمان
- الفريدو تالافيرا
- بول-جوزيه مبوكو
- لولا ألفاريز برافو
- بلاس غاليندو
- كارلوس سانتانا